# Orthetrum chrysis
Orthetrum chrysis là loài chuồn chuồn trong họ Libellulidae. Loài này được Selys mô tả khoa học đầu tiên năm 1891.

## Hình ảnh

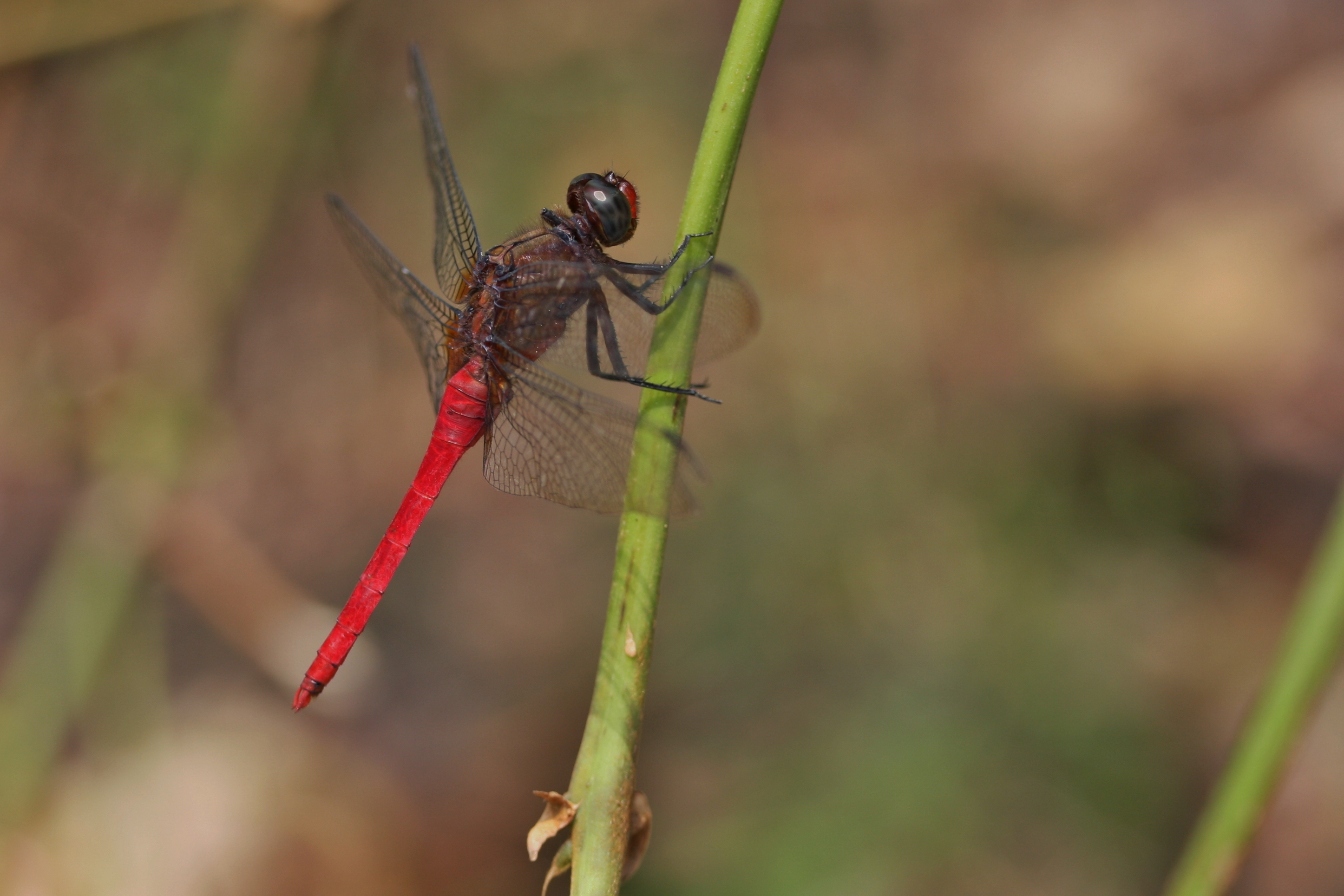
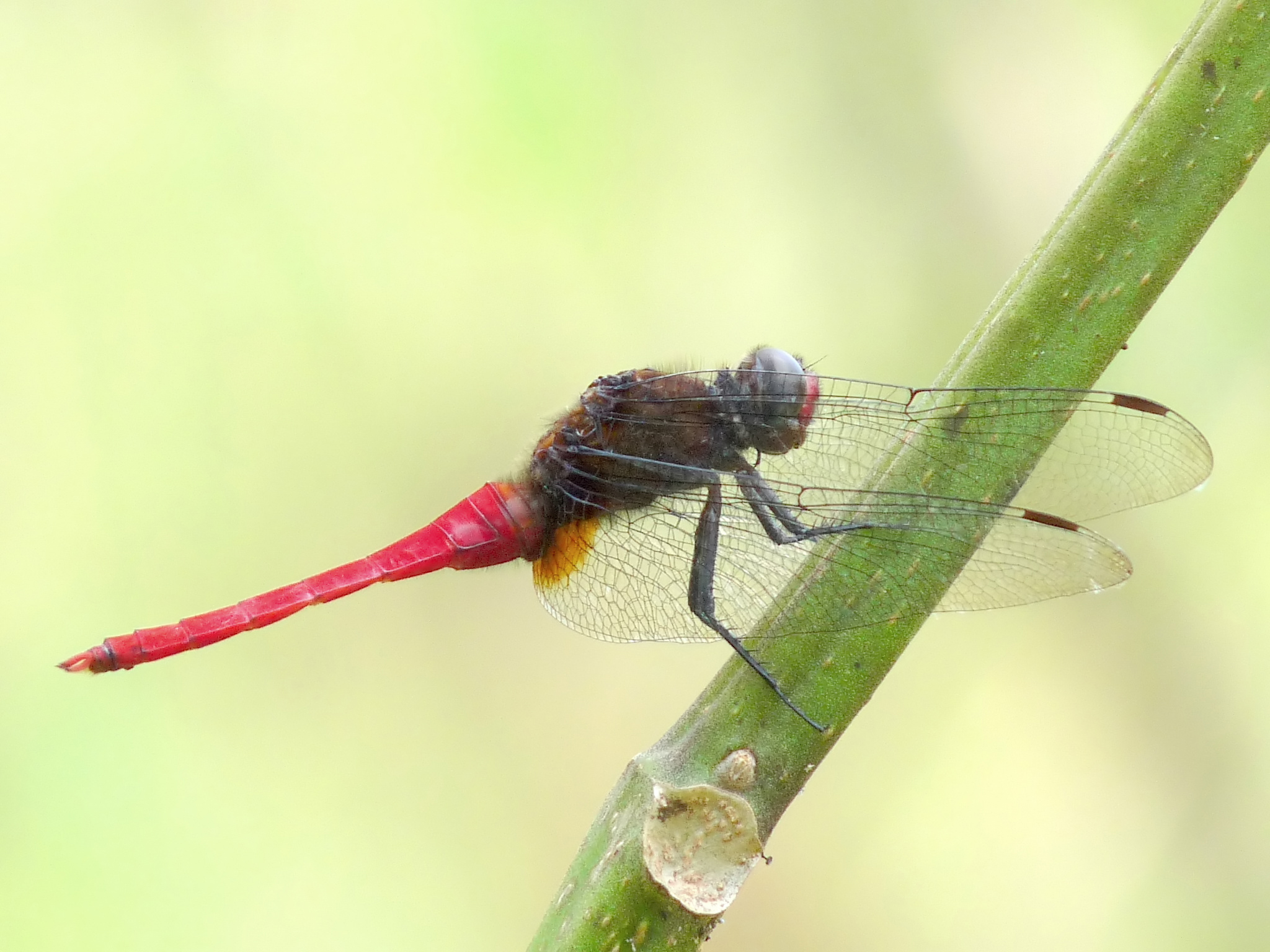
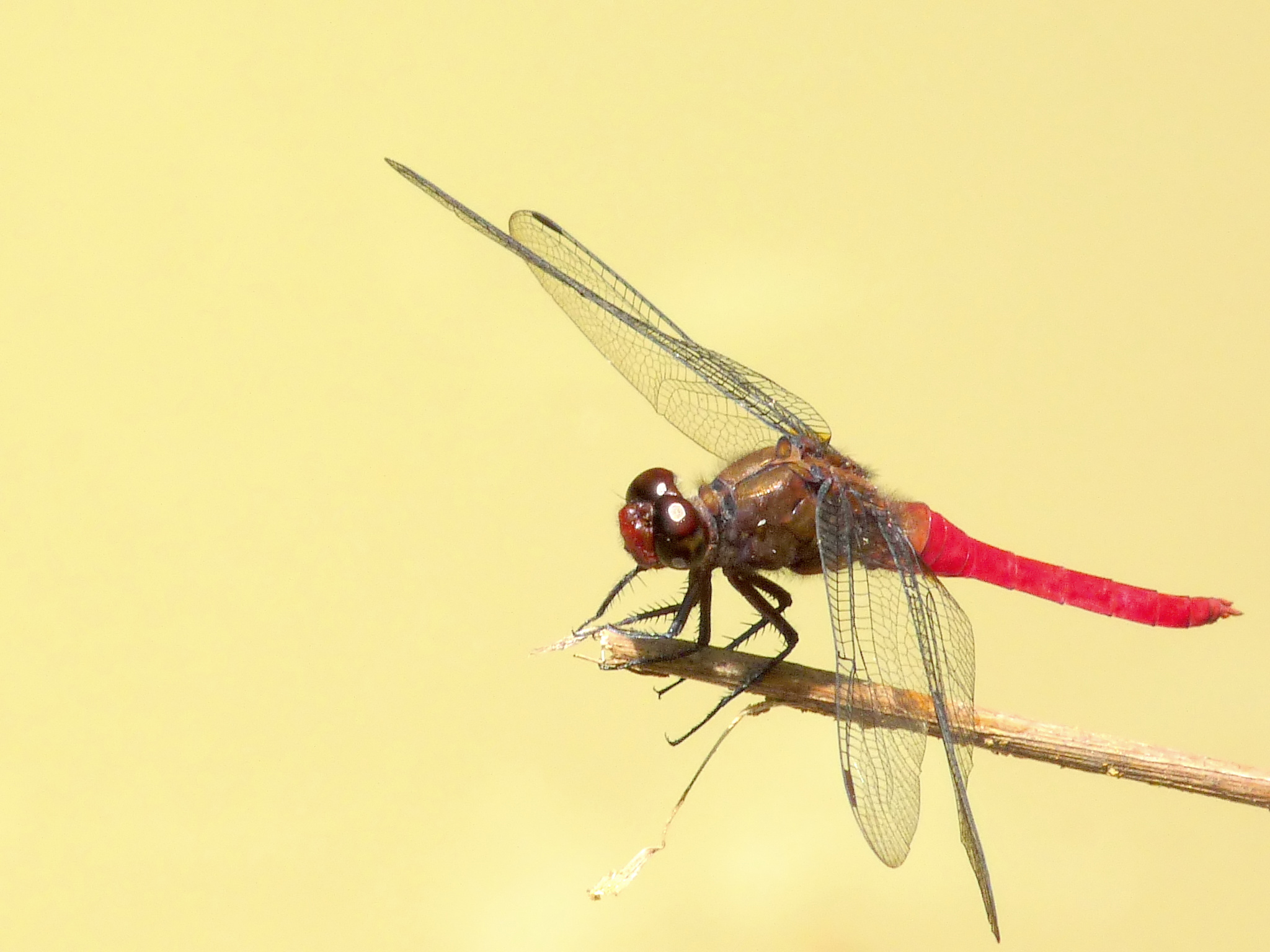